# Thalamoporella hawaiiana
Thalamoporella hawaiiana is een mosdiertjessoort uit de familie van de Thalamoporellidae. De wetenschappelijke naam van de soort is voor het eerst geldig gepubliceerd in 1970 door Soule & Soule.